# Siège d'Asti (402)
Le siège d'Asti était un siège en 402 de notre ère, posé par les Goths sous leur roi Alaric Ier après l'invasion gothique de l'Italie du Nord.
L'empereur Honorius a fui la capitale impériale de Milan à la suite de l'avancée rapide des Goths à travers le nord de l'Italie. Son intention initiale de s'échapper vers Arles fut déjouée par un parti gothique avancé qui bloqua sa marche vers l'ouest. Poursuivi par les envahisseurs, l'empereur et sa suite s'enfuirent à Asti, alors nommée Hasta. Les Goths assiégèrent Hasta jusqu'en mars, lorsque le général Stilicon, amenant des renforts du Rhin, les força à lever le siège et à se retirer sur un terrain plus pratique à Pollentia, où ils combattirent l'armée romaine.